# Heinrich Lenz
Heinrich Friedrich Emil Lenz (Dorpat, 1804. február 12. – Róma, 1865. február 10.) balti-német fizikus.

## Életpályája és munkássága
A gimnázium elvégzése után a dorpati egyetemen kémiát és fizikát tanult. Sokirányú érdeklődése kiteljesedett, amikor részt vett Otto von Kotzebue (1787–1846) világ körüli expedíciójában 1823 és 1826 között. Az expedíció alatt méréseket végzett a légnyomással, a tengervíz sótartalmával, hőmérsékletével és sűrűségével kapcsolatban.
Visszatérése után a Heidelbergi Egyetemen doktorált és a Szentpétervári Tudományos Akadémia tagja lett. 1840-től a Szentpétervári Egyetemen dolgozott, 1840 és 1863 között a matematikai és fizikai kar dékánja, majd haláláig rektor volt.
1831-től érdeklődése az elektromágneses jelenségek felé fordult. Tanulmányozta Michael Faraday munkásságát, és eközben fedezte fel a később róla elnevezett Lenz-törvényt. Az elektrotípia is foglalkoztatta, ennek során az elsők között alkotott galvanoplasztikai szobrokat.
Tudományos értekezései főként a Szentpétervári Tudományos Akadémia kiadványaiban és a Poggendorff-féle évkönyvekben jelentek meg.